# Малое Помясово
Малое Помясово — деревня в Устюженском районе Вологодской области.
Входит в состав Залесского сельского поселения, с точки зрения административно-территориального деления — в Залесский сельсовет.
Расстояние по автодороге до районного центра Устюжны — 28 км, до центра муниципального образования деревни Малое Восное — 8 км. Ближайшие населённые пункты — Большое Помясово, Глухово-1, Самсоново.
По данным переписи в 2002 году постоянного населения не было.